# Farmors tatueringar
Farmors tatueringar är en film gjord av de svenska filmarna PeÅ Holmquist och Susanne Khardalian. Filmen berör som flera av deras tidigare filmer det armeniska folkmordet. Denna gång handlar det om hur armeniska kvinnor våldtogs och såldes som slavar av turkarna. Berättelsen utgår från Susanne Khardalians farmor som Susanne som liten tyckte var sur och konstig. När hon ser bilder på andra kvinnor med samma tatueringar börjar hon söka efter dess betydelse för att kunna förstå sin farmors beteende.